# Villafranchien
Villafranchien je geologické období. Stratigraficky je toto období přechodem mezi pozdními třetihorami (pliocén) a počátkem čtvrtohor (pleistocén). Datován je přibližně na dobu před 5,2 až 1,2/0,9 miliony lety. Definoval ho Lorenzo Pareto v roce 1856 na základě fosilní lokality objevené ve Villafranca d'Asti v Itálii.
Villafranchian je charakterizován nástupem klimatických oscilací, které vedly ke kvartérnímu zalednění.